# Vinji Vrh, Šmarješke Toplice
Vinji Vrh je naselje v Občini Šmarješke Toplice.